# Ottignies-Louvain-la-Neuve
Ottignies-Louvain-la-Neuve (in vallone: Ocgniye-Li Noû Lovén) è un comune belga di 30 188 abitanti, situato nella provincia vallona del Brabante Vallone.
Ottignies è il capoluogo di questo comune che conta tre altri centri abitati principali: Louvain-la-Neuve, Limelette e Céroux-Mousty.
Louvain-la-Neuve è sede della prestigiosa Université catholique de Louvain, distaccatasi durante il "caso Lovanio" dalla corrispondente università fiamminga di Lovanio. Louvain La Neuve è famosa tra i giovani belgi per essere una cittadina a misura di studenti. Si contano circa 50 000 presenze giornaliere, con circa 30 000 studenti residenti.